# 브라질의 행정 구역

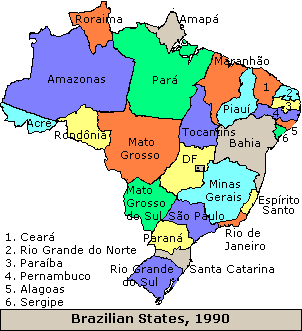

다음은 브라질의 행정 구역에 관한 서술이다.

## 같이 보기
- 분류:브라질의 폐지된 행정 구역